# 濾胞性リンパ腫
濾胞性リンパ腫（ろほうせいリンパしゅ、英: follicular lymphoma、略称:FL）は、低悪性度B細胞性悪性リンパ腫の一分類で、病理組織学的には胚中心由来のcentrocyteとcentroblastが大小様々な結節を作って増殖する。

## 疫学
欧米諸国では悪性リンパ腫の20%から30%を占めるのに対し、日本ではその半分程度（全悪性リンパ腫の約7%から15%）と少ない。しかし近年増加傾向が指摘されている。

## 症状
表在リンパ節腫大
詳細は悪性リンパ腫#症状も参照。

## 組織学的分類

### グレード
濾胞性リンパ腫は、濾胞に含まれる胚中心芽細胞centroblastに似た大型の異型細胞の多寡によりグレード分類される。なぜならグレードにより臨床的、生物学的に差異があるためである。
- Grade1  0～5/hpf[注釈 1]
- Grade2  6～15/hpf
- Grade3  >15/hpf
  - Grade3A centrocyteが存在する
  - Grade3B centroblastsのシート状増生がみられる

### 組織学的進展
組織学的進展とは、低悪性度リンパ腫が高悪性度リンパ腫に形質転換することである。すべての低悪性度リンパ腫でみられることだが、濾胞性リンパ腫からびまん性大細胞型B細胞性リンパ腫への頻度が最も高い。濾胞性リンパ腫における組織学的進展のリスクは5年累積で22%、10年で31%といわれている。

### 亜型
WHO分類第4版では、pediatric follicular lymphoma, primary intestinal follicular lymphoma, in situ follicular lymphoma の3亜型が加えられた。
- 濾胞性リンパ腫 (Follicular lymphoma : FL)
  - 小児濾胞性リンパ腫 (pediatric follicular lymphoma)
  - 消化管原発濾胞性リンパ腫 (primary intestinal follicular lymphoma)
  - "in situ" follicular lymphoma

## 診断
- リンパ節生検。反応性リンパ濾胞と異なりLow grade follicular lymphoma で見られる腫瘍化したリンパ濾胞は単調な印象を与える。その理由のひとつはアポトーシスapoptosisに陥ったリンパ球を処理する組織球（tingible body macrophages）が欠如しているためである。また反応性濾胞に存在するマントル帯は観察されにくく腫瘍性濾胞と周囲との境界は不明瞭となる。濾胞性リンパ腫では骨髄浸潤が高率（40～70％）に認められる。

- 免疫染色。腫瘍細胞はB細胞系マーカー（CD20, CD79a)陽性、逆にT細胞系マーカー（CD3, CD5)陰性。胚中心マーカー（CD10, bcl-6)陽性。bcl-2は正常胚中心では発現低下が見られるが腫瘍性濾胞では発現することが多い。ただしbcl-2の発現率は、low grade follicular lymphoma の80～90％、high grade follicular lymphomaの50％程度と100％ではない。濾胞性リンパ腫では濾胞樹状細胞（CD21+, CD23+)のネットワーク形成が見られる。

- 鑑別診断。濾胞辺縁帯リンパ腫|MALTリンパ腫、マントル細胞リンパ腫、慢性リンパ性白血病/小リンパ球性リンパ腫。

- 濾胞性リンパ腫に合併したびまん性大細胞性悪性リンパ腫

## 治療
グレード3はグレード1, 2に比べて予後が悪いとされていることから、びまん性大細胞型B細胞性リンパ腫に準じた治療を行うとされるが、3aと3bの対応の違いなど、まだ議論の余地が残る。
以下ではGrade 1, 2の治療について述べる。

### 初回治療
- 限局期
  - Ann Arbor病期分類I期と、bulky病変を認めない、1つの照射野の範囲内におさまるII期の標準療法は放射線療法である。
  - 限局期であってもbulky病変を認める場合は、後述の進行期に準じた化学療法を考慮する。
- 進行期
  - 濾胞性リンパ腫は進行が遅い一方、化学療法の反応性が悪い(生存曲線が改善しない)ため、「無治療での経過観察(watchful waiting)」=著明な増悪や合併症を来たさない限り治療を待機する、という方法がとられてきた
  - リツキシマブが登場してからは、リツキシマブ併用化学療法(R-CHOP療法)が化学療法単独よりも良好な成績をおさめた[5]ため、この治療法がとられる場合が多い。R-CHOPからドキソルビシンを除いたR-CVP療法、ベンダムスチンを併用するBR療法も選択肢となる。ただし高齢または合併症などで化学療法に耐えられない場合には、上述の経過観察、リツキシマブ単独での治療も選択肢となる。
  - 上記のリツキシマブ併用化学療法の実施後に、リツキシマブを8週ごとに2年間投与するリツキシマブ維持療法を行うと、無増悪生存期間が有意に延長することが認められた[6]。このためアメリカ・ヨーロッパではリツキシマブ維持療法がおこなわれているが、日本では2013年現在、保険適応ではない。
  - オビヌツズマブはリツキシマブと同様の抗CD20抗体であり、2018年にCD20陽性濾胞性リンパ腫に対して認可された。リツキシマブと同様に化学療法と併用して用いられるほか、維持療法としても用いられる。リツキシマブ抵抗例に対する有効性も示されている[7]。

### 再発・難治性症例の治療
びまん性大細胞型B細胞性リンパ腫などへの形質転換をした場合はR-CHOP療法もしくは大量化学療法併用自家末梢血幹細胞移植が行われる。
フルダラビンなどを用いた化学療法が従来行われてきたが、イブリツモマブ チウキセタンやベンダムスチンなどの新規薬剤の登場で、治療選択肢は多くなった。ただし各治療間での比較検討第Ⅲ相試験は、論文として公表されたものはない。
- リツキシマブ + フルダラビン

リツキシマブの併用は、マントル細胞リンパ腫では全生存率を改善したが、濾胞性リンパ腫では全生存率は変わらず無増悪生存のみが改善した
- リツキシマブ + ベンダムスチン[10]

ベンダムスチンとリツキシマブの併用療法の有効性が示唆されている。
リツキシマブ抵抗例では単剤でも用いる。
- リツキシマブ + レナリドミド[11]

- イブリツモマブ チウキセタン

初回再発時の方が、それ以降の再発時よりも、より良い完全奏効割合・奏効期間が望める。
リツキシマブを使用しない化学療法で完全・部分寛解した場合のみ、地固め療法として投与する有効性が示唆されているが、リツキシマブ併用化学療法後の地固め療法に用いる有用性は明らかではない。初発進行期に対するCHOP+イブリツモマブ チウキセタンとR-CHOP療法の比較では、効果の差は両者で差が無かった。なお日本では再発・難治例のみの適用であり、初回治療やその後の地固め療法は適用が無い。